# New York Evening Post Building
El New York Evening Post Building, también conocido como New York Post Building o Post Towers, es un edificio comercial histórico ubicado en el Bajo Manhattan, Nueva York (Estados Unidos). El edificio fue diseñado por el arquitecto Horace Trumbauer y construido en 1926.
El New York Post Building es un edificio de mampostería y estructura de acero de estilo art déco de 17 pisos con abundantes adornos de terracota y azulejos Guastavino. Cuenta con retranqueos a partir del séptimo piso y un patio de luces en forma de "U". El New York Evening Post ocupó anteriormente el edificio Old New York Evening Post desde 1906 hasta 1926. Ocupó este edificio, que ahora es un edificio de apartamentos, hasta 1970. : 3, 5, 8 El edificio se agregó al Registro Nacional de Lugares Históricos el 22 de septiembre de 2000.